# HAT-P-1 b
HAT-P-1 b — экстрасолнечная планета на орбите жёлтого карлика ADS 16402 B, находится на расстоянии 450 св. лет от Земли в созвездии Ящерицы. На момент публикации открытия (14 сентября 2006) эта планета имеет самый большой радиус и наименьшую плотность среди известных экзопланет.
Планета HAT-P-1 b была обнаружена по незначительному (0,6 %) уменьшению светимости звезды при прохождении планеты по звёздному диску. Позже было измерено изменение радиальной скорости звезды, что позволило оценить массу планеты. Открытие было сделано в рамках проекта HATnet.
HAT-P-1 b относится к классу горячих юпитеров и имеет период обращения 4,465 дней. Её масса оценивается как 0,59 ± 0,04 массы Юпитера, а диаметр {\displaystyle 1{,}36_{-0{,}09}^{+0{,}11}} диаметра Юпитера, таким образом, её плотность всего 290 ± 30 кг/м³, более, чем в три раза меньше плотности воды. Скорее всего, она является газовым гигантом, состоящим в основном из водорода и гелия.